# Galpinia
Galpinia es un género con dos especies de plantas con flores perteneciente a la familia Lythraceae. 

## Especies
- Galpinia parviflora
- Galpinia transvaalica